# Президентские выборы в Джибути (2016)
Президентские выборы в Джибути прошли 8 апреля 2016 года. Президент Исмаил Омар Гелле был переизбран в 4-й раз, получив 87 % голосов в первом туре.

## Избирательная система
Президент Джибути избирается на выборах, проходящих в два тура. В 2010 году были внесены поправки к Конституции, по которым президентский срок уменьшился с 6 до 5 лет, но при этом были сняты ограничения на количество сроков, которые президент может быть у власти.

## Кандидаты
Будучи президентом Джибути с 1999 года, Гелле вновь выдвинул свою кандидатуру. Коалиция «Союз за президентское большинство» считала, что Гелле будет избран уже в первом туре с огромным отрывом от остальных 5 кандидатов.
«Союз за национальное спасение», коалиция семи оппозиционных партий, заявляла о непрозрачности выборов. Три из семи партий бойкотировали выборы, две другие выдвинули своих собственных кандидатов, которые в результате конкурировали друг с другом.
Кроме этого, были зарегистрированы три беспартийных кандидата.

## Результаты
| Кандидат                                                                                            | Партия                              | Голоса  | %     |
| --------------------------------------------------------------------------------------------------- | ----------------------------------- | ------- | ----- |
| Исмаил Омар Гелле                                                                                   | Народное движение за прогресс       | 111 389 | 87,07 |
| Омар Эльми Хэре                                                                                     | Союз за национальное спасение       | 9 385   | 7,34  |
| Моамед Дауд Шеэм                                                                                    | Союз за национальное спасение       | 2 340   | 1,83  |
| Моамед Мусса Али                                                                                    | Независимый                         | 1 946   | 1,52  |
| Ассан Идрисс Амед                                                                                   | Независимый                         | 1 770   | 1,38  |
| Джама Абдурахман Джама                                                                              | Независимый                         | 1 103   | 0,86  |
| Недействительных/пустых бюллетеней                                                                  | Недействительных/пустых бюллетеней  | 3 845   | -     |
| Всего                                                                                               | Всего                               | 131 778 | 100   |
| Зарегистрированных избирателей/Явка                                                                 | Зарегистрированных избирателей/Явка | 191 103 | 68,96 |
| Источник: Présidence de la République de Djibouti Архивная копия от 11 июня 2016 на Wayback Machine |                                     |         |       |